# Corsano
Corsano è un comune italiano di 5 047 abitanti della provincia di Lecce in Puglia.
Situato nel versante orientale del Capo di Leuca, include un breve tratto della costa del basso Salento. Fa parte dell'unione dei comuni Terra di Leuca. Fa parte del Consorzio Intercomunale Capo Santa Maria di Leuca, aderente al club dei Borghi Autentici d'Italia. Il comune è inoltre conosciuto per la produzione di cravatte artigianali.

## Geografia fisica

### Territorio
Il nucleo abitativo sorge sulle falde dell'estrema propaggine delle serre salentine, tra la Serra dei Cianci e la costa rocciosa adriatica. L'abitato si estende su di un suolo di natura carsica a circa 125 m s.l.m.
Il territorio comunale, che possiede una superficie territoriale di circa 908 ettari, include un tratto di 4 km della costa sud-orientale della penisola salentina. Confina a nord con il comune di Tiggiano, a ovest e a sud con il comune di Alessano, a est con il mar Adriatico.
Dall'ottobre 2006, parte del suo territorio rientra nel Parco Costa Otranto - Santa Maria di Leuca e Bosco di Tricase istituito dalla Regione Puglia allo scopo di salvaguardare la costa orientale del Salento, ricca di pregiati beni architettonici e di importanti specie animali e vegetali.
- Classificazione sismica: zona 4 (sismicità molto bassa), Ordinanza PCM n. 3274 del 20/03/2003

### Clima
Dal punto di vista meteorologico Corsano rientra nel territorio del basso Salento che presenta un clima prettamente mediterraneo, con inverni miti ed estati caldo umide. In base alle medie di riferimento, la temperatura media del mese più freddo, gennaio, si attesta attorno ai +9 °C, mentre quella del mese più caldo, agosto, si aggira sui +25,1 °C. Le precipitazioni medie annue, che si aggirano intorno ai 676 mm, presentano un minimo in primavera-estate ed un picco in autunno-inverno.
Facendo riferimento alla ventosità, i comuni del basso Salento risentono debolmente delle correnti occidentali grazie alla protezione determinata dalle serre salentine che creano un sistema a scudo. Al contrario le correnti autunnali e invernali da Sud-Est, favoriscono in parte l'incremento delle precipitazioni, in questo periodo, rispetto al resto della penisola.
| Corsano                    | Mesi | Mesi | Mesi | Mesi | Mesi | Mesi | Mesi | Mesi | Mesi | Mesi | Mesi | Mesi | Stagioni | Stagioni | Stagioni | Stagioni | Anno |
| Corsano                    | Gen  | Feb  | Mar  | Apr  | Mag  | Giu  | Lug  | Ago  | Set  | Ott  | Nov  | Dic  | Inv      | Pri      | Est      | Aut      | Anno |
| -------------------------- | ---- | ---- | ---- | ---- | ---- | ---- | ---- | ---- | ---- | ---- | ---- | ---- | -------- | -------- | -------- | -------- | ---- |
| T. max. media (°C)         | 12,4 | 13,0 | 14,8 | 18,1 | 22,6 | 27,0 | 29,8 | 30,0 | 26,4 | 21,7 | 17,4 | 14,1 | 13,2     | 18,5     | 28,9     | 21,8     | 20,6 |
| T. min. media (°C)         | 5,6  | 5,8  | 7,3  | 9,6  | 13,3 | 17,2 | 19,8 | 20,1 | 17,4 | 13,7 | 10,1 | 7,3  | 6,2      | 10,1     | 19,0     | 13,7     | 12,3 |
| Precipitazioni (mm)        | 80   | 60   | 70   | 40   | 29   | 21   | 14   | 21   | 53   | 96   | 109  | 83   | 223      | 139      | 56       | 258      | 676  |
| Umidità relativa media (%) | 79,0 | 78,9 | 78,6 | 77,8 | 75,7 | 71,1 | 68,4 | 70,2 | 75,4 | 79,3 | 80,8 | 80,4 | 79,4     | 77,4     | 69,9     | 78,5     | 76,3 |

- Classificazione climatica di Corsano:[8]
  - Zona climatica: C
  - Gradi giorno: 1211

## Origini del nome
Il toponimo deriverebbe secondo la tradizione dall'unione delle parole Cor e Sano. Secondo studi storici l'etimologia di Corsano è da ricercare invece nel nome latino del centurione romano Cortius, al quale fu affidato il territorio in seguito alla conquista romana della penisola salentina.

## Storia
Abitato sin da tempi antichi, come testimoniato dalla presenza di alcune specchie, il centro fu fondato sotto l'occupazione romana nel V secolo a.C. ad opera del centurione romano Curzio. Tale ipotesi è suffragata dal ritrovamento di monete e suppellettili risalenti a tale periodo. Molto più probabilmente il primo vero nucleo abitativo risalirebbe al X secolo sotto la dominazione bizantina, testimoniata dal rinvenimento di alcune monete e di tombe nella zona denominata "Pesco". I monaci basiliani, provenienti dal vicino oriente per sfuggire alle persecuzioni dell'imperatore iconoclasta Leone III l'Isaurico, contribuirono alla nascita del casale e diffusero il culto dei due Santi Protettori corsanesi Santa Sofia e San Biagio. In seguito si sviluppò con la distruzione, da parte dei Saraceni, di alcuni casali vicini tra i quali Macurano e Vagliano.
Corsano fece parte della Contea di Alessano e del Principato di Taranto (1088 - 1463). Nel 1190 il re normanno Tancredi d'Altavilla lo diede in dono a Fabiano Securo, primo feudatario che munì il paese di mura. Nel XIII secolo passò ad un tal cavaliere Guglielmo da Corsano e alla sua famiglia, successivamente a un tal Landolfo d'Aquino. Sul finire del XIII secolo il feudo risultava diviso in quattro parti, appartenenti a quattro diversi signori: Rynaldo de Bellante, Giovanni de Specula, Filippo de Hugot e a Marsilio da Corsano. Nel 1377 - 1378 risultava diviso tra i fratelli Filippo e Simone de Cursano. Nel 1525 appartenne per metà a Bernardo de Frisis e per l'altra metà a Col Angelo Securo. Fu feudo dei De Capua e dei Filomarino. Successivamente ritornò ai Securo. Ultima rappresentante di questa famiglia fu Giovanna, figlia di Severino barone di Corsano, che andò in sposa a Giovanni Cicala, secondo barone di Castrifrancone. Nipote di questi, Giovan Giuseppe fu l'ultimo barone di Corsano poiché il 24 maggio 1636 vendette il Casale con atto notarile di Giovan Alfonso Rausa di Lucugnano a Giovan Tommaso Capece. I Capece detennero il titolo di Baroni di Corsano fino all'eversione della feudalità avvenuta nel 1806.

### Simboli
Lo stemma e il gonfalone del comune di Corsano sono stati concessi con decreto del presidente della Repubblica n. 2107 del 31 marzo 1983.
Descrizione araldica dello stemma:
Descrizione araldica del Gonfalone:

## Monumenti e luoghi d'interesse

### Architetture religiose

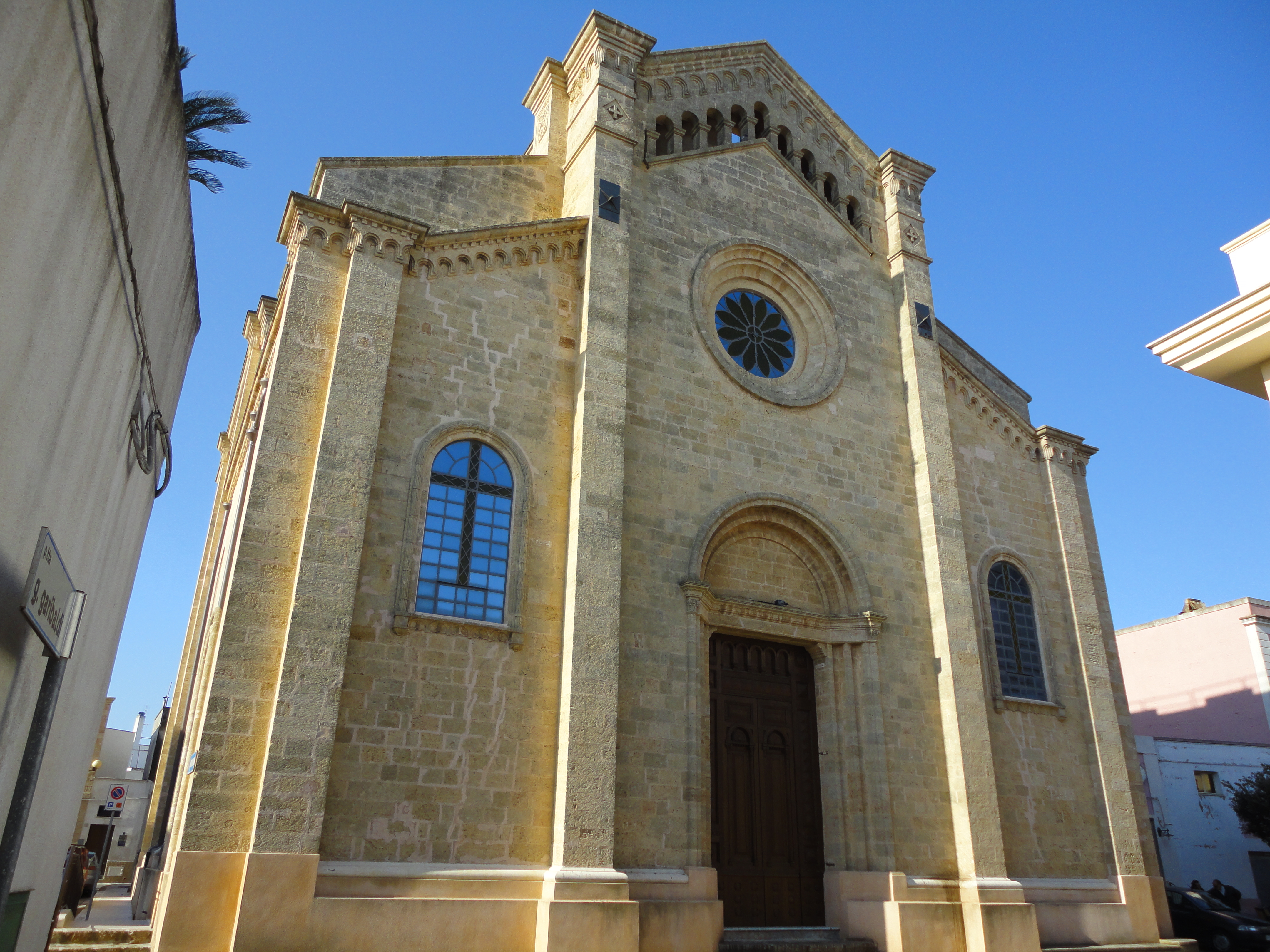
Chiesa di Santa Sofia

#### Chiesa di Santa Sofia
La chiesa di Santa Sofia fu ricostruita nel 1939 sulle rovine dell'omonima chiesa risalente al XVI secolo e crollata il 17 aprile 1932 a causa del cedimento del campanile. La facciata richiama lo stile romanico. L'interno, a pianta basilicale a tre navate, possiede tre altari, il maggiore dedicato a santa Sofia e i due laterali a san Biagio e alla Madonna del Rosario. Dell'antica struttura rimangono un battistero in marmo di Carrara dei primi anni del XIX secolo, vari dipinti e un pulpito ligneo recante la data 1777. La chiesa accoglie una statua lignea seicentesca di san Biagio, traslata dalla chiesa dell'Immacolata nel 2009.
Nonostante la sua giovane età la chiesa è sottoposta ad un continuo controllo dato l'assetto del terreno calcareo su cui poggia. Il luogo di culto, chiuso per oltre un decennio per i lavori di rinforzo delle fondamenta poggianti su uno strato sabbioso, è stato riaperto al culto nell'aprile 2009.

#### Chiesa di San Biagio
L'attuale chiesa parrocchiale dedicata al protettore san Biagio fu inaugurata il 19 marzo 1967 alla presenza dell'allora arciprete parroco don Ernesto Valiani e di molte autorità, nonché dall'allora vescovo Mons. Ruotolo.
La costruzione presenta due volumi. Il primo, più in basso, ha la forma di un pentagono irregolare, mentre il secondo, che si innesta al centro, è di forma perfettamente esagonale. Tutta la struttura cementizia poggia su sei pilastri pentagonali situati ognuno ai vertici dell'esagono centrale. All'interno figurano tre altari, dei quali i due laterali ospitano il nuovo Tabernacolo del Sacramento e una statua della Madonna. Da notare infine le vetrate, due laterali e una centrale, eseguite in occasione del Giubileo del 2000 e il lampadario centrale a quattro cerchi concentrici con foglie di ulivo in oro. Tra 2023 e 2025 il campanile originale è stato smantellato a causa di problemi di stabilità, e ivi ricostruito con le medesime forme.

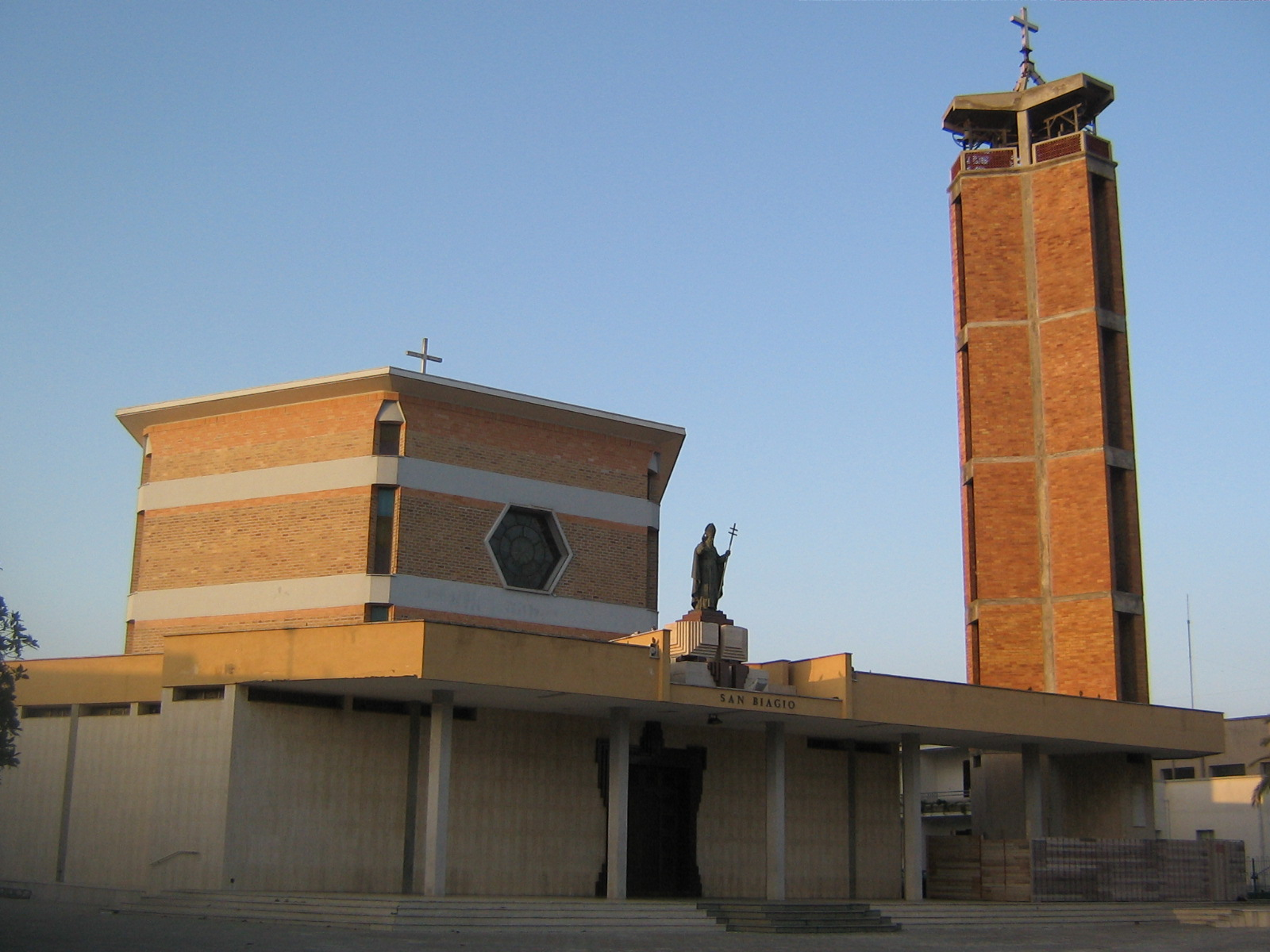
Chiesa Parrocchiale di San Biagio
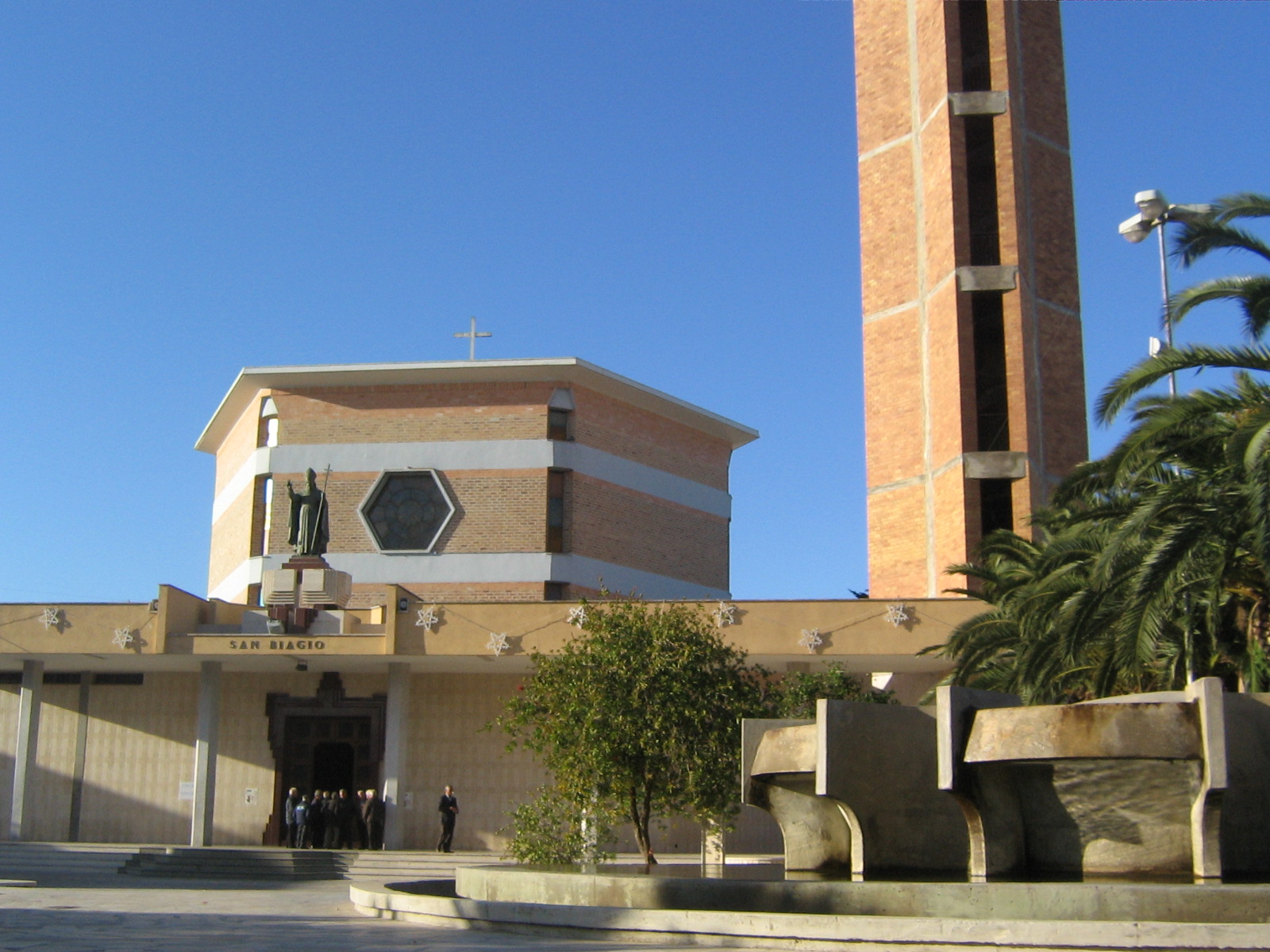
Prospetto della chiesa

#### Chiesa dell'Immacolata

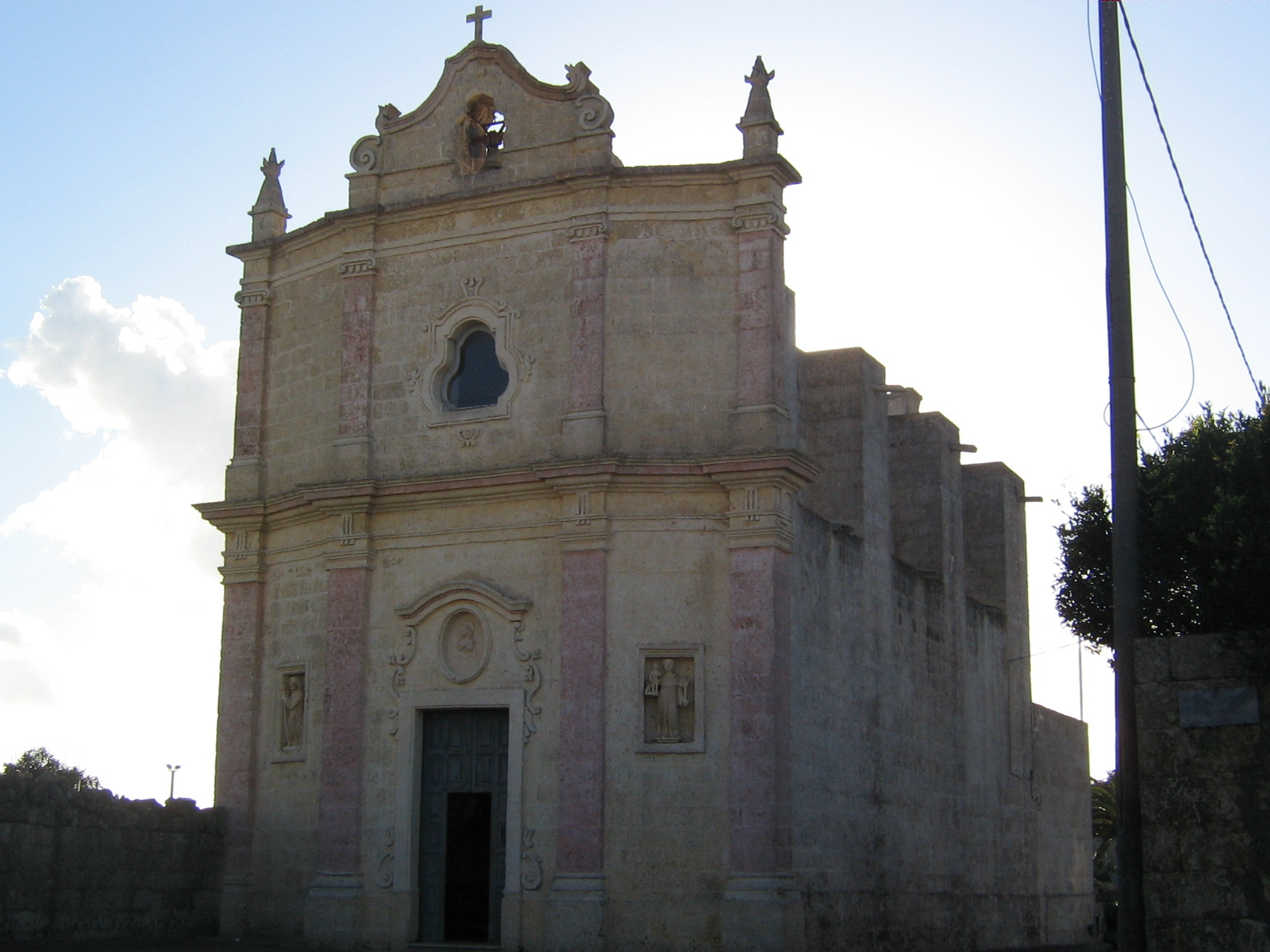
Chiesa dell'Immacolata

La chiesa dell'Immacolata, popolarmente denominata La Congrega, era già presente nel XVIII secolo: una pergamena del 1777 conferiva particolari privilegi alla confraternita che vi officiava.
Presenta un sobrio prospetto in pietra leccese movimentato da alte paraste e da due nicchie ai lati del portale d'ingresso, contenenti le statue di sant'Antonio di Padova e san Francesco di Paola. L'interno, impostato su una pianta a navata unica con tre arcate per lato, possiede una copertura con volta a spigolo. Sono presenti un altare barocco dedicato alla Madonna Immacolata e due logge che ospitano il coro e l'organo a canne. È esposta una statua dell'Immacolata del 1871. Per il crollo della vecchia parrocchiale di Santa Sofia, fu chiesa madre dal 1932 al 1939.

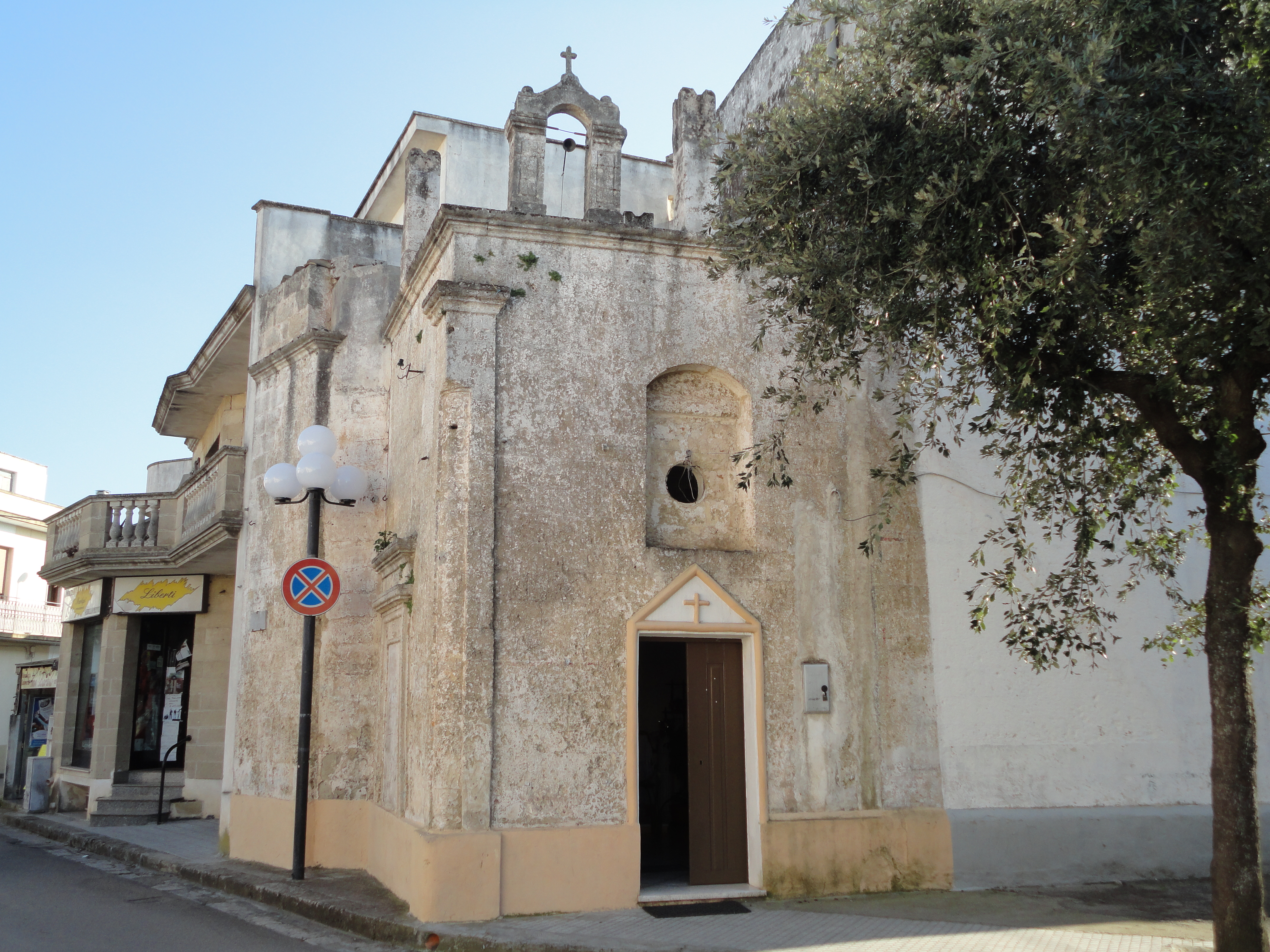
Cappella di San Bartolo

#### Cappella di San Bartolomeo
La cappella di San Bartolomeo, popolarmente denominata San Bartolo, fu edificata nel 1714 come risulta da un'epigrafe all'interno. Un tempo costituiva il limite del paese a ridosso della strada di campagna che conduce a Marina di Novaglie; la chiesetta è prospiciente alla dimora nobiliare della famiglia Bortune, i cui eredi ne mantengono la proprietà. Dalle semplici linee architettoniche, presenta un interno ad aula unica di piccole dimensioni. Sull'altare è collocata una tela raffigurante il martirio del santo, proveniente dalla vecchia chiesa di Santa Sofia, e in una teca ne è conservata una statua in cartapesta risalente alla prima metà del XVIII secolo. La facciata è priva di decorazioni, a eccezione di una nicchia e di un campanile a vela sovrastante. Pur non essendo compatrono, San Bartolomeo gode di una festa paesana il 24 agosto.

#### Cappella di Santa Maura
Questa chiesa si trova in aperta campagna, nella frazione eponima. L'edificio originario fu costruito intorno all'XI secolo ed era probabilmente una chiesa rupestre, su cui fu poi innalzato un tempio più grande. Verso la metà del XX secolo la chiesa, in cattive condizioni, fu rasa al suolo e ricostruita ex novo. L'attuale edificio presenta un ambiente unico privo di particolari decori, con un simulacro della Santa e un altare in pietra. Il 1º maggio si svolge una tradizionale fiera campestre nel piazzale antistante l'edificio.

#### Cripta basiliana
La cripta basiliana, giacente nella contrada denominata li Tumari (lungo la strada che conduce a Marina di Novaglie), rappresenta una traccia della presenza dei Monaci basiliani in Terra d'Otranto. È costituita da due ambienti comunicanti, interamente ricavati nel banco calcarenitico. Presenta un altare, tracce graffite e un giaciglio.

#### Altre chiese
- Cappella di San Giuseppe: di piccole dimensioni, si affaccia sull'omonima piazza a poca distanza dal punto in cui sorgeva un frantoio ipogeo; vi si conserva un dipinto a olio raffigurante la Sacra Famiglia.
- Cappella di San Biagio: cappella di proprietà della fam. Bleve, prospiciente al Castello, era un tempo il luogo di culto principale dedicato al patrono del paese, prima della costruzione della Chiesa a lui intitolata. La cappella presenta pareti e volte completamente affrescati con le storie della vita di San Biagio, e vi si conserva una statua - reliquiario lignea.
- Cappella dei Santi Medici: denominata anche Madonna dell'Alto perché la zona dove sorge era un tempo sopraelevata e lontana dall'abitato, è dedicata ai Santi Cosma e Damiano. La cappella, oggi molto rimaneggiata, era in origine scavata nel tufo; permangono alcuni brani d'affresco raffiguranti dei santi e la Madonna Immacolata. Il 26 settembre nelle sue vicinanze si svolge una tradizionale fiera.
- Cappella di Tutti i Santi: un tempo cappella della famiglia Brogna, deve il suo nome ai numerosi simulacri che vi si conservano.
- Cappella di Santa Teresa: di proprietà privata, si affaccia sull'omonima piazza. Di dimensioni ridotte, vi si conserva un dipinto di Santa Teresa.
- Cappella della Madonna Addolorata: popolarmente detta Madonna du Vanni in riferimento al suo originario proprietario, si trova in aperta campagna sulla via che porta ad Alessano. L'attuale edificio sorge su un preesistente luogo di culto rupestre, rifatto in tempi recenti in pietra e cemento.

### Architetture militari

#### Castello Baronale Capece

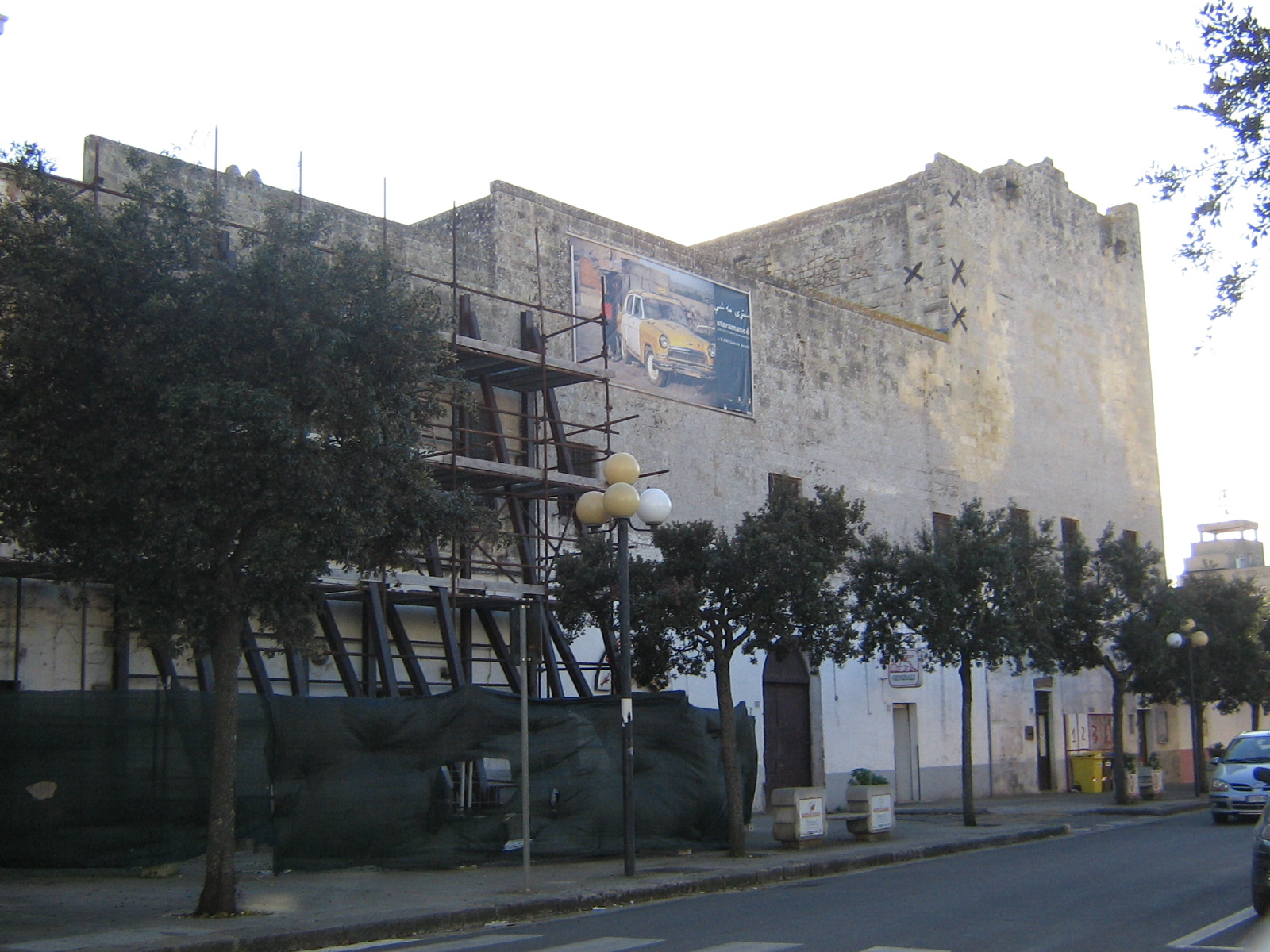
Palazzo Capece

Il Castello Baronale Capece fu eretto nel XVII secolo sui resti di un'antica fortezza voluta da Fabiano Securo agli inizi del XIII secolo. Subì vari rimaneggiamenti nel corso dei secoli e per ultimo fu adibito a deposito per la lavorazione del tabacco.
I soffitti presentano volte a stella e a botte ed è dotato di un giardino pensile. Delle antiche decorazioni rimangono alcuni resti di affreschi nei vani del piano nobile e alcuni bassorilievi di modesta fattura artistica situati nella sala del trono. Al corpo principale un tempo era annessa la cappella dedicata a san Vito.
Al castello è legata una vecchia leggenda: si racconta che i feudatari Capece vi fecero costruire un passaggio segreto, ovvero un percorso sotterraneo della cui esistenza doveva esserne a conoscenza solo il barone che, in caso di pericolo, avrebbe raggiunto rapidamente l'aperta campagna. Per garantire il segreto di questo passaggio, il barone fece uccidere il progettista e il costruttore dell'opera.

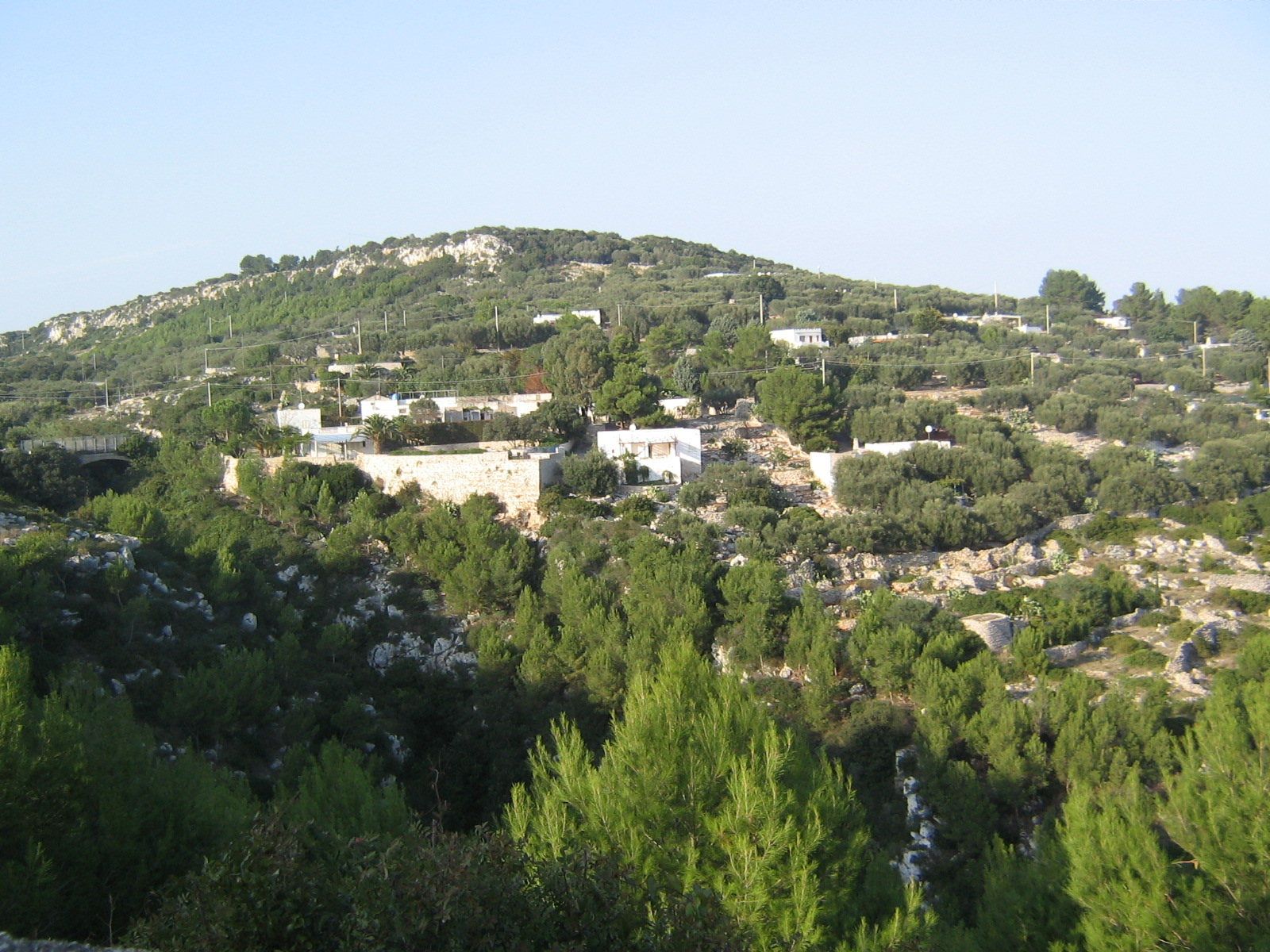
Territorio corsanese lungo la costa

Un'altra leggenda narra che nei sotterranei del castello alberghi una sakàra (biscia) di enormi dimensioni, della quale, nottetempo, si udirebbero i soffi (in realtà si tratta di rumori dovuti al passaggio dell'aria nelle intercapedini delle pareti).

#### Torri costiere
- Torre Specchia Grande

Situata a 127 metri s.l.m., fu edificata nel 1584 e successivamente rimaneggiata negli anni della Seconda Guerra Mondiale. Consta di un solo piano di forma troncoconica, corrispondente al basamento originario, di una scala in muratura a ridosso della parete esterna e di un cordolo aggettante, che originariamente divideva la base dal piano superiore. Comunicava visivamente a nord con Torre Nasparo, in agro di Tiggiano, e con Torre del Ricco.
- Torre del Ricco

Posta a 62 metri s.l.m., fu costruita tra il 1563 e il 1569. Della struttura rimangono soltanto i ruderi ad eccezione di una parte del basamento in pietrame irregolare e terra rossa. È anche conosciuta con il nome di Torre Carlo V, Torre dello Rio o di Cala del Rio; comunicava a nord con Torre Specchia Grande e a sud con Torre del Porto di Novaglie.

### Aree naturali

#### Litorale
Il litorale corsanese, che si estende per circa 4 km, è alto e roccioso; ricco di vegetazione di piante selvatiche che crescono nella macchia mediterranea all'ombra di lecci e di pini marittimi.
Numerose sono le grotte sommerse ed emerse, testimonianze archeologiche dal Paleolitico all'età messapica, romana e medioevale. Lungo la costa insistono i resti delle torri Specchia Grande e del Ricco, preposti a difesa del territorio fin dal XVI secolo. I nomi delle località della marina sono: Scalamasciu, Funnuvojere, Scala Preula, Guardiola.

## Società

### Evoluzione demografica
Abitanti censiti

### Etnie e minoranze straniere
Al 31 dicembre 2017 a Corsano risultano residenti 87 cittadini stranieri. Le nazionalità principali sono:

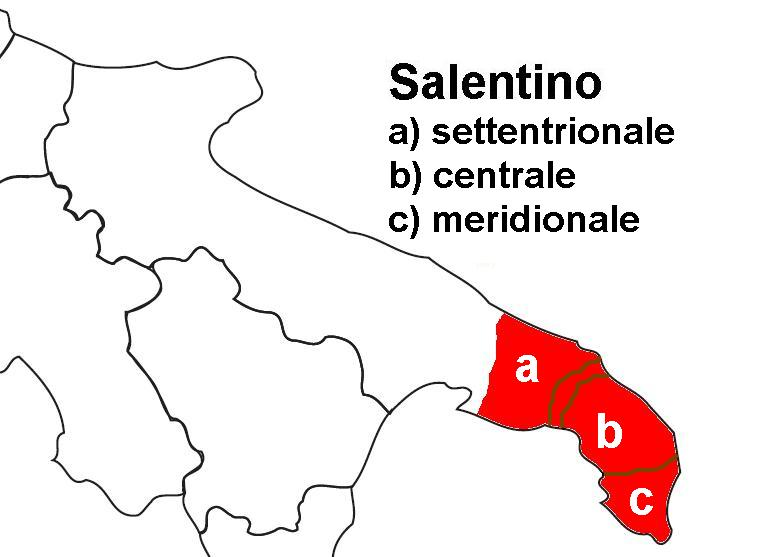
Diffusione del dialetto salentino

- Marocco - 23
- Romania - 22

### Lingue e dialetti
Il dialetto parlato a Corsano è il dialetto salentino nella sua variante meridionale. Il dialetto salentino, appartenente alla famiglia delle lingue romanze e classificato nel gruppo meridionale estremo, si presenta carico di influenze riconducibili alle dominazioni e ai popoli stabilitisi in questi territori nei secoli: messapi, greci, romani, bizantini, longobardi, normanni, albanesi, francesi, spagnoli.

## Cultura

### Media

#### Stampa
- La Voce di Corsano, il giornale più longevo di Corsano e tra i più longevi della provincia di Lecce. Fondato nel 1975, si occupa di politica, società, sport e cultura. È distribuito il 1º gennaio e può contare su un supplemento denominato Il Foglio de La Voce di Corsano che viene distribuito nei mesi di settembre-ottobre. Ha un sito aggiornato con l'archivio di tutte le uscite[13].

### Eventi
- Carnevale di Corsano e del Capo di Leuca (edizione n° 43 nel 2025)[senza fonte]

## Infrastrutture e trasporti

### Strade
I collegamenti stradali principali sono rappresentati da:
- Strada statale 275 di Santa Maria di Leuca - con svincolo Tiggiano-Corsano all'altezza di Alessano.

Il centro è anche raggiungibile dalle strade provinciali interne SP80 Corsano-Alessano, SP335 Corsano-Tiggiano-Tricase, SP187 Corsano-Litoranea Otranto-Santa Maria di Leuca e SP81 Corsano-Gagliano del Capo.

### Ferrovie
La cittadina è servita dalla stazione di Alessano-Corsano posta sulla linea Zollino-Gagliano del Capo delle Ferrovie del Sud Est.

## Amministrazione
Di seguito è presentata una tabella relativa alle amministrazioni che si sono succedute in questo comune.
| Periodo          | Periodo          | Primo cittadino      | Partito                                       | Carica      | Note   |
| ---------------- | ---------------- | -------------------- | --------------------------------------------- | ----------- | ------ |
| 30 giugno 1988   | 16 dicembre 1991 | Biagio Russo         | Democrazia Cristiana                          | Sindaco     | [ 14 ] |
| 13 febbraio 1992 | 7 giugno 1993    | Vincenzo Nicolì      | Democrazia Cristiana                          | Sindaco     | [ 14 ] |
| 7 giugno 1993    | 28 aprile 1997   | Biagio Caracciolo    | Movimento Sociale Italiano - Destra Nazionale | Sindaco     | [ 14 ] |
| 4 novembre 1993  | 23 maggio 1994   | Fabio Colapinto      |                                               | Comm. pref. | [ 14 ] |
| 28 aprile 1997   | 14 maggio 2001   | Biagio Caracciolo    | centro-destra                                 | Sindaco     | [ 14 ] |
| 14 maggio 2001   | 12 febbraio 2004 | Biagio Cazzato       | centro-destra                                 | Sindaco     | [ 14 ] |
| 12 febbraio 2004 | 14 giugno 2004   | Paola Mauro          |                                               | Comm. pref. | [ 14 ] |
| 15 giugno 2004   | 8 giugno 2009    | Biagio Raona         | centro-sinistra                               | Sindaco     | [ 14 ] |
| 8 giugno 2009    | 26 maggio 2014   | Biagio Cazzato       | lista civica                                  | Sindaco     | [ 14 ] |
| 26 maggio 2014   | 26 maggio 2019   | Biagio Martella      | lista civica Noi per Corsano                  | Sindaco     | [ 14 ] |
| 26 maggio 2019   | 15 ottobre 2024  | Biagio Raona         | lista civica Corsano Futura                   | Sindaco     |        |
| 15 ottobre 2024  | 25 maggio 2025   | Francesco Caracciolo | lista civica Corsano Futura                   | Vicesindaco |        |
| 25 maggio 2025   |                  | Francesco Caracciolo | lista civica Corsano Futura                   | Sindaco     |        |

### Gemellaggi
- Romans-sur-Isère, dal 2009